# Arima Ryōkitsu
Arima Ryōkitsu est un nom japonais traditionnel ; le nom de famille (ou le nom d'école), Arima, précède donc le prénom (ou le nom d'artiste).
Arima Ryōkitsu (有馬 良橘) (16 décembre 1861 - 1er mai 1944) est un amiral de la marine impériale japonaise.

## Biographie
Né à Wakayama, Arima est le fils d'un samouraï du clan Tokugawa du domaine de Kishū et fervent partisan du shogunat Tokugawa durant la guerre de Boshin de la restauration de Meiji. Bien qu'issu d'un milieu défavorable, Arima réussit à intégrer la 12e promotion de l'académie navale impériale du Japon après avoir étudié l'anglais dans les établissements qui deviendront l'université Dōshisha et l'université Keiō.
Arima est affecté comme sous-lieutenant sur la corvette à trois mâts Tsukuba (en) en 1885 et sort diplômé de l'académie navale en 1886 en étant classé 16e sur 19 cadets après un long voyage du Tsukuba dans le Pacifique en passant par Newcastle en Australie, Sydney, Wellington, les Fidji, les Samoa, Honolulu, Apia et Pago Pago. Arima est ensuite affecté sur le croiseur Takachiho, puis sur la canonnière Amagi en 1889. Ses affectations suivantes se passent à la fois sur mer et sur terre.
Arima est affecté sur le croiseur Chiyoda en 1890 qui voyage jusqu'au Royaume-Uni l'année suivante. De 1892 à 1894, il sert à l'État-major de la flotte de préparation. Il revient en mer à bord du croiseur Naniwa (en) en 1894-1895 durant la première guerre sino-japonaise et est chef d'État-major du district naval de Yokosuka en 1895-1896. En 1896, il est nommé au prestigieux poste d'aide-de-camp de l'empereur Meiji et est promu capitaine de corvette en 1897 puis commandant en 1899. En mars 1900, Arima est affecté comme officier de chef de la navigation sur le navire amiral Mikasa avec lequel il navigue de nouveau jusqu'en Angleterre en 1902. De retour au Japon, il est commandant en second sur le croiseur Tokiwa mais fin 1903, il est réaffecté à l'État-major de la 1re flotte.
En 1903, Arima développe une stratégie militaire considérant la guerre de positions comme un élément de force écrasante dans la guerre, et son analyse attire l'attention de l'amiral Tōgō Heihachirō peu avant le déclenchement de la guerre russo-japonaise
.
Durant le conflit contre la Russie, il reçoit son premier commandement avec le croiseur Otowa. Promu capitaine en juillet 1904, il commande le croiseur Kasagi (en) à la bataille de la mer Jaune. Durant la guerre, Arima est un officier supérieur de l'État-major de la Flotte combinée de Tōgō. Il est l'un des architectes du plan de blocus de la Flotte russe du Pacifique à Port-Arthur (qu'il avait visité à son retour d'Angleterre l'année précédente) et commande personnellement la tentative ratée de faire le blocus de Port-Arthur durant laquelle le commandant Takeo Hirose est tué. Peu de temps après, il est réaffecté à terre pour devenir commandant du district de garde de Takeshiki sur Tsushima où il reste jusqu'à la fin de la guerre.
Après le conflit, il est de nouveau affecté à terre, puis de 1906-1907, est capitaine du croiseur Iwate. Il devient ensuite chef d'État-major de flotte auprès de l'amiral Ijūin Gorō, commandant de la 2e flotte en 1907-1908. De 1908 à 1910, il est commandant de l'école d'artillerie navale à Yokosuka.
Arima est promu contre-amiral le 1er décembre 1909. Il sert comme chef du premier bureau (Opérations) de l'État-major de la marine impériale japonaise de 1910 à 1912, et fin 1913, est promu vice-amiral. De 1914 à 1916, il est commandant de l'académie navale impériale du Japon, continuant d'influencer fortement son programme de la doctrine du Kantai Kessen qu'il avait aidé à développer. Il est également membre de la commission d'enquête lors du scandale Siemens, à propos d'acquisitions suspects de navires en 1914. Après avoir brièvement servi comme directeur du Commandement de l'éducation navale, il devient commandant en chef de la 3e flotte en 1917-1918. Il est promu amiral le 25 novembre 1919 et redevient directeur du Commandement de l'éducation navale en 1919-1920.
Arima entre dans la réserve le 1er avril 1922. Le 14 septembre 1931, il est nommé prêtre principal du sanctuaire Meiji. Le 26 décembre 1932, Arima est nommé membre du Conseil privé de l'empereur Hirohito. En 1934, il est président du comité organisateur des funérailles nationales de l'amiral Tōgō Heihachirō. Son nom est cité pour devenir ministre des Affaires étrangères dans le gouvernement de Fumimaro Konoe mais sans suite. Il conserve cependant des liens personnels étroits avec l'empereur Hirohito et l'impératrice Kōjun, servant comme chambellan du Japon en 1939 et quitte son poste de prêtre principal du sanctuaire Meiji en 1943.
Arima meurt d’une pneumonie en 1944 à 84 ans et est décoré à titre posthume du grand cordon de l'ordre du Soleil levant. Sa tombe se trouve au cimetière d'Aoyama à Tokyo.